# 磐石堂

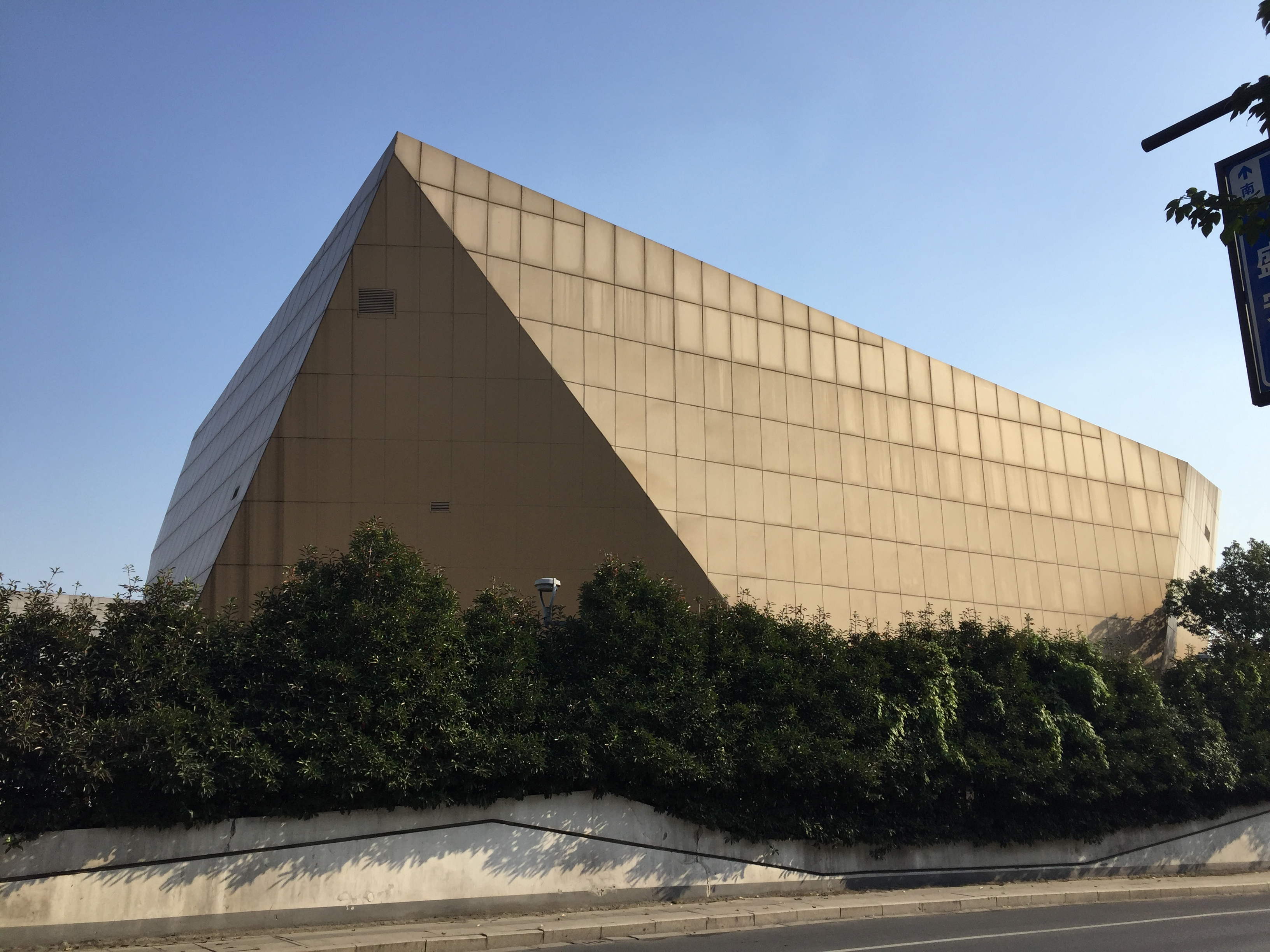
磐石堂，西面

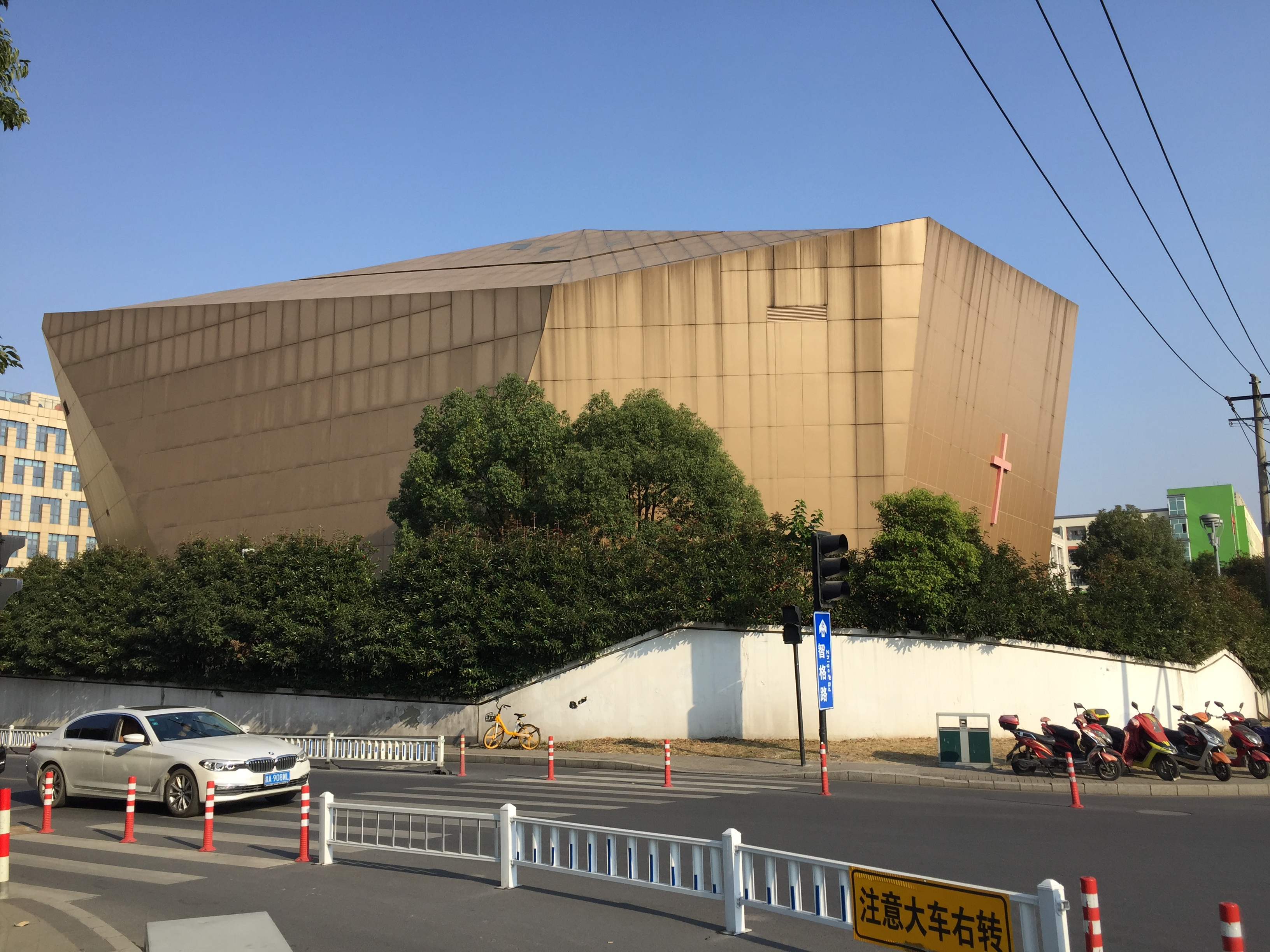
磐石堂，西南面

磐石堂是中国杭州的一座大型基督教堂。位于下沙经济技术开发区智格路58号。得名于圣经中“耶稣说：‘我要把我的教会建造在这磐石上，阴间的权柄不能胜过他！’”（马太福音 16:18）。

## 教堂建筑
磐石堂开工于2010年8月31日，并于2012年10月1日举行落成典礼。总建筑面积17120平方米，占地16亩，包含一間可容納超過3,000人的教堂和一棟多功能綜合樓。教堂的外形仿造磐石，由纯铝合金打造。